# Antisemitismo en Arabia Saudí
Históricamente, la posición saudí con respecto al Estado de Israel y el pueblo judío, tanto a nivel gubernamental como a través de los medios de comunicación y de sus líderes religiosos, ha sido profundamente negativa, con una reiterada tendencia a lo que se describe como alegato antisemita.
Sin embargo, tras la asunción del príncipe heredero Mohammad bin Salman en 2017, este discurso ha sufrido modificaciones. El reino decidió eliminar y prohibir el menosprecio a judíos y otros no musulmanes en mezquitas y libros de texto escolares.

## Antisemitismo en la administración pública
La prohibición de personas con pasaportes israelíes o sellos israelíes en su visita a Arabia Saudí ha sido una práctica establecida desde hace mucho tiempo. Cuando en febrero de 2004, Arabia Saudita comenzó a emitir por primera vez visas a no musulmanes, con el fin de atraer a más visitantes extranjeros, el sitio web de la Comisión Suprema de Turismo de Arabia Saudita declaró inicialmente que los judíos no recibirían visas de turista para entrar en el país. La estipulación discriminatoria fue ampliamente reportada y atrajo fuertes críticas, renovando la noción de Arabia Saudita como un "país atrasado". Posteriormente, la embajada saudita en los Estados Unidos se distanció de la declaración, pidiendo disculpas por publicar "información errónea", que luego fue removida..
No se permite a los miembros de religiones distintas del islam, incluidos los judíos, practicar su religión públicamente en Arabia Saudita; Según el Departamento de Estado de los Estados Unidos, la libertad religiosa "no existe" en Arabia Saudita. El islam es la religión oficial de Arabia Saudí, y los principios de esa religión son aplicados por la ley.

## Antisemitismo en los libros de texto escolares
Los libros de texto saudí difaman a los judíos (y los cristianos y los musulmanes no wahabitas ): según un número de The Washington Post de 21 de mayo de 2006, los libros de texto saudí que ellos afirman haber sido desinfectados del antisemitismo todavía llaman a los judíos monos (a los cristianos les llaman cerdos); exigen que los estudiantes eviten y amistad con los judíos; afirman que ellos adoran al diablo; y alientan a los musulmanes a participar en la Jihad para vencer a los judíos.
El Centro para la libertad Religiosa de Freedom House analizó un conjunto de libros de texto del Ministerio de Educación de Arabia Saudita en cursos de estudios islámicos para estudiantes de primaria y secundaria. Los investigadores encontraron declaraciones que promueven el odio a los cristianos, judíos, "politeístas" y otros "no creyentes", incluyendo a los musulmanes no wahabitas. Los Protocolos de los Ancianos de Sion fueron enseñados como hechos históricos. Los textos describieron a judíos y cristianos como enemigos de los creyentes musulmanes y el choque entre ellos como una lucha continua que terminará en victoria sobre los judíos. Los judíos fueron culpados de virtualmente toda la "subversión" y las guerras del mundo moderno. Una "«38-page overview». Archivado desde el original el 25 de septiembre de 2007." (PDF).  D original ()  ((371 KB) )  del currículo de Arabia Saudita ha sido puesto en libertad a la prensa por el Instituto Hudson.

## Antisemitismo en los medios de comunicación saudíes
Los medios de comunicación saudíes a menudo atacan a los judíos en libros, artículos de prensa, en sus mezquitas y con lo que algunos describen como sátira antisemita.  Los funcionarios gubernamentales de Arabia Saudita y los líderes religiosos estatales a menudo promueven la idea de que los judíos están conspirando para tomar el mundo entero; Como prueba de sus afirmaciones publican y citan con frecuencia los Protocolos de los Sabios de Sión  como hechos históricos.
Un periódico del gobierno saudí sugirió que el odio a todos los judíos es justificable. "¿Por qué son ellos (los judíos) odiados por todas las personas que los acogieron, como Irak y Egipto hace miles de años, y Alemania, España, Francia y el Reino Unido, hasta los días en que obtuvieron el poder sobre el capital y la prensa , para reescribir la historia? "
Incluso durante el apogeo de la represión de Arabia contra el extremismo en 2004, en un segmento de Saudi IQRA TV  "hombre en la calle" sobre los sentimientos hacia los judíos, fue totalmente antagónico. Los entrevistados describieron a los judíos como "nuestros enemigos eternos", "asesinos", "enemigos de Alá y Su Profeta", "asesinos de profetas", "los más sucios de la faz de la tierra".
En 2001, Arab Radio y la Television de Arabia Saudita produjo una miniserie televisiva de 30 partes titulada "Horseman Without a Horse", una dramatización de Protocolos de los Sabios de Sion. Un periódico del gobierno saudí sugirió que el odio a todos los judíos es justificable.

## Antisemitismo en los círculos religiosos
El antisemitismo es común en los círculos religiosos. Abdul Rahman Al-Sudais, el imán de la Gran mezquita de La Meca, en Arabia Saudí, ha sido descrito como un antisemita por orar públicamente a Dios para "exterminar" a los judíos
La BBC emitió un episodio de Panorama, titulado Una Cuestión de Liderazgo , el cual informó que Abdul Rahman Al-Sudais, el principal imam de la Gran mezquita ubicada en la ciudad santa islámica de la Meca, Arabia Saudí, se refirió a los judíos Como "la escoria de la raza humana" y "descendiente de monos y cerdos".  Al-Sudais añadió: "los peores [...] enemigos del Islam son aquellos [...] que hizo monos y cerdos, los judíos agresivos y los sionistas opresivos y los que les siguen [ ...] monos y cerdos y adoradores de falsos dioses que son los judíos y los sionistas ". En otro sermón, el 19 de abril de 2002, declaró que los judíos son "malvados descendientes, infieles, distorsionadores de [otras] palabras, adoradores de terneros, asesinos de profetas, profetizadores de la escoria de la raza humana a quien Alá maldijo y convirtió en simios y cerdos [...]"